# Сергеєв Сергій Олександрович
Сергій Олександрович Сергеєв (нар. 25 травня 1982, Будапешт, Угорщина) — український футболіст, півзахисник канадського клубу «Юкрейн Юнайтед».

## Життєпис
Футбольну кар'єру розпочав у 2000 році в складі львівського «Динамо», яке виступало в Другій лізі чемпіонату України. У 2002 році підписав контракт з «Карпатами-2», які на той момент виступали в Першій лізі чемпіонату України, а в 2004 році був переведений до першої команди «Карпат». По ходу сезону виїхав за кордон, до Польщі, де підписав контракт з місцевим клубом «Гетьман» (Замостя). У 2005 році повернувся на Батьківщину та підписав контракт з ФК «Красилів». Потім виступав на професіональному рівні за МФК «Миколаїв», «Галичина» (Львів), «Сталь» (Дніпродзержинськ) та «Арсенал» (Біла Церква). З 2012 по 2015 рік грав за аматорські клуби «Берегвідейк» (Берегове) та «Рух» (Винники). У 2016 році знову виїхав за кордон, цього разу до Канади, де підписав контракт з «Юкрейн Юнайтед», який виступав у Канадській футбольній лізі. У своєму дебютному сезоні в новій команді зіграв 17 матчів та відзначився 1 голом, а також допоміг «Юкрейн Юнайтед» за підсумками сезону фінішувати другими в національному чемпіонаті.